# Józef Wolny (fotograf)
Józef Wolny (ur. w 1960 w Rudzie Śląskiej) – polski artysta fotograf. Członek Okręgu Śląskiego Związku Polskich Artystów Fotografików. Członek Katowickiego Towarzystwa Fotograficznego. Członek założyciel Śląskiego Towarzystwa Fotograficznego.

## Działalność
Józef Wolny mieszka i pracuje w Katowicach. Od 1983 roku był związany z działalnością w Katowickim Towarzystwie Fotograficznym. W 2002 roku był członkiem współzałożycielem Śląskiego Towarzystwa Fotograficznego powstałego na bazie Katowickiego Towarzystwa Fotograficznego. W 2003 roku został przyjęty w poczet członków Okręgu Śląskiego Związku Polskich Artystów Fotografików (legitymacja nr 855). Pracował jako fotoreporter w czasopismach: „Panorama”, „Katolik”, „Gazeta Wyborcza”, „Super Express” – obecnie pracuje w „Gościu Niedzielnym” jako fotoreporter i kierownik działu fotograficznego.  
Józef Wolny jest autorem i współautorem wielu wystaw fotograficznych; indywidualnych i zbiorowych. Jako prowadzący aktywnie uczestniczy w warsztatach, sympozjach, spotkaniach fotograficznych. Jest uczestnikiem licznych plenerów fotograficznych. Jest członkiem jury w konkursach fotograficznych, między innymi w cyklicznym konkursie fotografii prasowej Tychy Press Photo. Szczególną cechą twórczości Józefa Wolnego jest fotografia autonomiczna, powstająca (w zdecydowanej większości) w technice czarno-białej.